# 加藤梨里香
加藤 梨里香（かとう りりか、Ririka Kato、1998年3月20日 - ）は、日本の女優。神奈川県川崎市出身。ソニー・ミュージックアーティスツ所属。劇団ハーベストの元メンバー。

## 来歴・人物
実家は川崎市高津区で梨を生産する農家。幼少期より子役として舞台やミュージカルに出演。
2012年、ソニー・ミュージックアーティスツ主催の女優発掘オーディション「アクトレース」から選抜されたグループ「劇団ハーベスト」に参加。
2015年8月、ミュージカル『花より男子』（2016年1月上演）において3000人以上の応募の中からオーディションを勝ち抜き、牧野つくし役に抜擢される。
2016年6月、青山美郷に代わり劇団ハーベストの2代目リーダーに就任。
2018年1月、劇団座長に就任。
2019年10月、劇団ハーベストの活動休止をもって同劇団を卒団。
2020年3月、明治大学文学部演劇科卒業。

## 出演

### 舞台・ミュージカル
- 2002年（平成14年） - 2011年（平成23年）
  - 『CHANCE』（2002年） - 麻衣（幼少）役
  - 『GANg』（2004年） - ポピー 役
  - 『PRESENT』（2004年） - エミリー 役
  - 『PRESENT』（2005年） - エミリー 役
  - TOURSミュージカル『赤毛のアン』（2007年8月、メルパルクホール） - アンサンブル
  - 『ココ・スマイル4〜金星のステージ〜』（2008年8月、シアターサンモール） - ペコ 役
  - 『葉っぱのフレディ〜いのちの旅〜』（2009年7月 - 9月、シアター1010） - 春組・メアリー 役
  - ミュージカル『プリンセス・バレンタイン』（2010年3月、東京芸術劇場） - ルイーザ 役
  - 『葉っぱのフレディ〜いのちの旅〜』（2010年7月 - 9月、シアター1010） - 春組・クレア 役
  - 劇団国立ミュージカル『The Wizard of Oz』（2011年7月、アミュー立川） - ドロシー 役
- 2012年（平成24年）
  - ミュージカル『プリンセス・バレンタイン2～Rock princess～』（2012年1月14日 - 15日、世田谷パブリックシアター） - プリンセス・マーガレット 役
- 2013年（平成25年）
  - グリーンミュージカル『LADYBIRD,LADYBIRD』（2013年5月2日 - 6日、シアターグリーンBOX in BOX THEATER） - 主演・アン 役[6]
  - 空間製作社 / 空間劇場　第12回公演『GHETTO / ゲットー』（2013年7月3日 - 7日、シアターグリーンBIG TREE THEATER） - ゲルダ 役
  - 気晴らしBOYZ　第5回公演『ろくでなしコーラス』（2013年11月12日 - 17日、笹塚ファクトリー）
- 2014年（平成26年）
  - グリーンミュージカル『LADYBIRD,LADYBIRD』（2014年5月2日 - 6日、シアターグリーンBOX in BOX THEATER） - 主演・アン 役[7]
  - 劇団レトロノート『クランクアップはまだ早い』（2014年12月3日 - 7日、中野 ザ･ポケット）
- 2015年（平成27年）
  - グリーンミュージカル『LADYBIRD,LADYBIRD』（2015年4月29日 - 5月5日、シアターグリーンBOX in BOX THEATER） - 主演・アン 役[8]
  - ブロードリーフミュージカル『マリアと緑のプリンセス』（2015年8月、シアター1010） - 主演・マリア 役
- 2016年（平成28年）
  - 東宝ミュージカル『花より男子』（2016年1月 - 2月、シアタークリエ） - 主演・牧野つくし 役
  - 舞台『剣豪将軍義輝（前編）』（2016年12月8日 - 14日、EXシアター六本木） - ヒロイン・真羽 役[9]
- 2017年（平成29年）
  - 東宝ミュージカル『ビッグ・フィッシュ』（2017年2月7日 - 28日、日生劇場）[10]
  - 舞台『剣豪将軍義輝（後編）』（2017年6月8日 - 18日、EXシアター六本木） - ヒロイン・真羽 役[9]
  - ミュージカル『マリアと緑のプリンセス』（東京公演：2017年8月24日 - 27日、新宿 全労済ホール スペース・ゼロ / 大阪公演：8月29日 - 30日、サンケイホールブリーゼ / 神奈川公演：9月2日、KAAT 神奈川芸術劇場） - 主演・マリア 役[11]
  - panic monkey produce vol.3『THE PANIC MONKEYS』（2017年12月8日19:00〜、表参道GROUND） - 日替わりゲスト[12]
- 2018年（平成30年）
  - ミュージカル座『スター誕生』（2018年1月10日 - 1月14日、中目黒キンケロ・シアター） - 小川百合子（新人女性歌手）役[13]
  - 気晴らしBOYZ第9回本公演『ふらちな侍』（2018年5月9日 - 5月13日、池袋あうるすぽっと）
  - 錦織激団 presents『ばけものがでた』（2018年11月23日 - 12月2日、下北沢 小劇場B1）
- 2019年（令和元年）
  - パルコ・プロデュース2019 音楽劇『マニアック』（大阪公演：2019年1月19日 - 29日、森ノ宮ピロティホール / 東京公演：2月5日 - 2月27日、新国立劇場 中劇場）
  - ミュージカル座『ひめゆり』（2019年7月11日 - 7月15日、戸田市文化会館）
  - ミュージカル『怪人と探偵』（神奈川公演：2019年9月14日 - 29日、KAAT 神奈川芸術劇場 / 兵庫公演：10月3日 - 6日、兵庫県立芸術文化センター 阪急中ホール）[14]
  - ミュージカル『（愛おしき）ボクの時代』（1stプレビュー公演：2019年11月15日 - 18日 / 2ndプレビュー公演：11月23日 - 26日 / 本公演：11月30日 - 12月15日、DDD AOYAMA CROSS THEATER）
- 2020年（令和2年）
  - ミュージカル『サンセット大通り』（2020年3月14日 - 29日[注 1]、東京国際フォーラム ホールC）[15]
  - 両国花錦闘士（東京公演：2020年12月5日 - 23日、明治座 / 大阪公演：2021年1月5日 - 13日、新歌舞伎座 / 福岡公演：1月17日 - 28日、博多座）
- 2021年（令和3年）
  - ミュージカル『レ・ミゼラブル』（2021年5月25日 - 2021年7月26日、帝国劇場） - コゼット 役
- 2022年（令和4年）
  - ミュージカル『リトルプリンス』（2022年1月8日 - 31日、シアタークリエ） - 王子 役
  - アンチポデス（2022年4月14日 - 24日、新国立劇場 小劇場）
  - ミュージカル『シンデレラストーリー』（東京公演：2022年9月6日 - 19日、日本青年館ホール、愛知公演：9月24日 - 25日、東海市芸術劇場 大ホール / 福岡公演：10月1日 - 2日、キャナルシティ / 大阪公演：10月7日 - 10日、梅田芸術劇場 メインホール） - 主演・シンデレラ  役（水嶋凜とWキャスト）[16]
- 2023年（令和5年）
  - ミュージカル『カラフル』（東京公演：2023年7月22日 - 8月6日、世田谷パブリックシアター / 兵庫公演：8月12・13日、兵庫県立芸術文化センター 阪急中ホール / 茨城公演：8月19・20日、水戸芸術館ACM劇場 / 愛知公演：2023年8月26・27日、春日井市民会館） - 佐野唱子 役
  - ミュージカル『天翔ける風に』（東京公演：2023年9月29日 - 10月9日、東京芸術劇場 プレイハウス / 兵庫公演：10月13日 - 15日、兵庫県立芸術文化センター 阪急中ホール / 愛知公演：10月19日 - 22日、穂の国とよはし芸術劇場PLAT 主ホール） - 三条智 役[17]
- 2024年（令和6年）
  - ミュージカル『CROSS ROAD〜悪魔のヴァイオリニスト パガニーニ〜』再演（東京公演：2024年4月22日 - 5月12日、シアタークリエ / 大阪公演：5月17日 - 19日、新歌舞伎座 / 福岡公演：5月24日 - 26日、博多座） - アーシャ 役[18]
  - ミュージカル『ダブリンの鐘つきカビ人間』（2024年7月3日 - 10日、東京国際フォーラム ホールC / 7月20日 - 29日、COOL JAPAN PARK OSAKA WWホール） - 真奈美 役[19]
  - Reading Musical『BEASTARS』（2024年9月3日 - 8日、シアター1010 / 9月14日 - 16日、COOL JAPAN PARK OSAKA TTホール） - ハル 役（歌い手・読み手）[20]
  - ミュージカル『レ・ミゼラブル』2024・2025年公演（2024年12月16日 - 2025年6月16日、帝国劇場 他） - コゼット 役[21]
- 2025年（令和7年）
  - ミュージカル『Under The Mushroom Shade』（2025年6月21日 - 29日、サンモールスタジオ） - 主演・ヘレン・ポーター 役[22]
  - ミュージカル『四月は君の嘘』（2025年8月23日 - 9月5日、東京公演：昭和女子大学人見記念講堂 / 9月12日 - 14日、愛知公演：Niterra日本特殊陶業市民会館 フォレストホール / 9月19日・20日、大阪公演 / 10月4日・5日、富山公演：オーバード・ホール / 10月12日・13日、厚木市文化会館 大ホール） - 宮園かをり 役（宮本佳林とWキャスト）[23][24]
  - ミュージカル『十二国記』（東京公演：2025年12月9日 - 29日〈予定〉、日生劇場 / 福岡公演：2026年1月6日 - 11日〈予定〉、博多座 / 大阪公演：1月17日 - 20日〈予定〉、梅田芸術劇場 メインホール / 愛知公演：1月28日 - 2月1日〈予定〉、御園座） - 陽子 役[25][26]

### テレビドラマ
- ビブリア古書堂の事件手帖 第5話（2013年2月11日、フジテレビ）
- よろず占い処 陰陽屋へようこそ 第9話（2013年12月3日、関西テレビ・フジテレビ系）

### PV
- nicoten「ふわふわ」（2012年7月4日）

### CM
- セガトイズ「キキ&ララ 月のおうち」